# Rossignol
Rossignol, «Россиньоль» — французский производитель лыж, сноубордов, лыжной и сноубордической экипировки, спортивной одежды. Промышленная группа со штаб-квартирой в Сен-Жан-де-Муаране (департамент Изер, Франция). Один из первых производителей, освоивших выпуск пластиковых лыж. Подразделениями Rossignol являются французский производитель лыж Dynastar и производитель креплений Look. Look выпускает крепления под своей маркой, а также под марками Rossignol и Dynastar. Кроме того, группа владеет брендом лыжных ботинок Lange, брендами Kerma и Risport.

## История
В 1901 году Абель Россиньоль основал в Вуароне токарную мастерскую, выпускавшую деревянные детали для текстильной промышленности. В 1907 году мастерская начала производство лыж. Первоначально лыжи изготовливались полностью из древесины и покрывались светлым лаком. Лыжи Rossignol приобрели большую известность, когда в 1930-х годах Эмиль Алле в них стал четырёхкратным чемпионом мира.
В 1941 году Rossignol начала выпускать лыжи из ламинированной древесины. В 1956 году компанию купил Лоран Буа-Вив (Laurent Boix-Vives); под его руководством было прекращено токарное производство, а выпуск лыж значительно расширен. К Олимпийским играм 1960 года компания выпустила металлические лыжи Allais 60, на которых Жан Вюарне выиграл золотую медаль. В середине 1960-х годов начался выпуск лыж, изготовленных с применением АБС-пластика Strato, на Олимпиаде 1968 года в Гренобле спортсмены на таких лыжах завоевали 5 медалей. В 1967 году был куплен бренд лыж Dynastar. В 1972 году компания была зарегистрирована под названием Skis Rossignol S.A. В 1973 году в Вермонте был создан американский филиал. В начале 1970-х годов появились лыжи, изготовленные без применения древесины, их основным материалом был полиуретан. В 1989 году был куплен производитель горнолыжных ботинок Lange (основан в 1965 году).
К 1990-м годам компания стала крупнейшим а мире производителем лыж, выпуская по 2 млн пар в год. Кроме этого выпускались сноуборды, лыжные палки, перчатки, свитера, с 1977 года компания производила теннисные ракетки, а в 1990 году купила Roger Cleveland Golf Company, калифорнийского производителя клюшек для гольфа. В 1994 году были куплены 2 производителя лыжных креплений, Look и Geze.
В 2009 году марка занимала весьма высокие места (не ниже второго во всех разрядах) в рейтинге FIS, составляемому для производителей экипировки по результатам выступления поддерживаемых ими лыжников на Кубке Мира. В 2010 году, по сравнению с 2009 годом, марка сильно сдала позиции в этом рейтинге, особенно заметно уступив маркам Head и Atomic. Dynastar (с ботинками Lange) спонсируют спортсменов отдельно от Rossignol.

## Собственники
В 2005 году группа Rossignol была приобретена производителем сноубордов компанией Quiksilver за $314 миллионов, с большими надеждами на расширение рыночной доли. В 2008 году Quiksilver продал группу за $147 млн холдингу Chartreuse & Mont Blanc, возглавляемому бывшим CEO «Россиньоля» Брюно Серкле. Основным владельцем самого холдинга являлась австралийская Macquarie Group. В сделке был заинтересован и миноритарный владелец холдинга Jarden Corporation, уже имевший в своём портфеле доли в K2 Sports и Volkl. В 2012 году компания снова сменила владельца: около 80 % акций сосредоточились в руках шведской инвестиционной компании Altor Equity Partners, остальные 20 % — у миноритариев.

## Деятельность

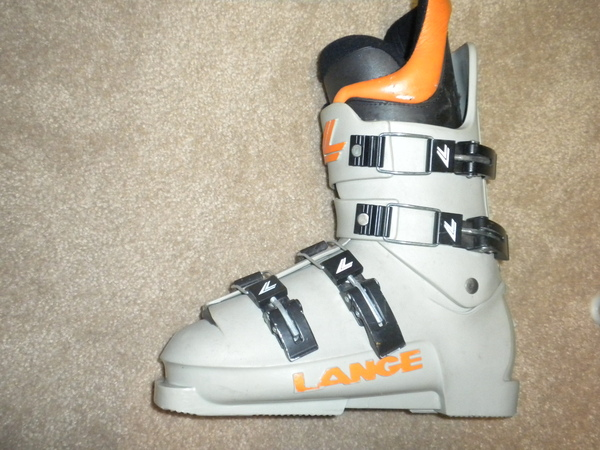
Горнолыжные ботинки Lange

Компании принадлежит 2 фабрики по производству лыж: в Салланше (Франция) и в Артесе (Испания), а также фабрика Look в Невере (Франция) по изготовлению креплений. В Монтебеллуне (Италия) осуществляется выпуск обуви.
Основными брендами компании являются Rossignol и Dynastar (лыжи), Lange (горнолыжные ботинки), Look (лыжные крепления), Kerma (лыжные палки), Risport (коньки). Также компания выпускает спортивные шлемы, одежду, обувь, сумки и велосипеды. Выручка компании за 2022/23 финансовый год составила 401 млн евро, из них 80 % пришлось на продажи вне Франции.